# Porcellanaster ivanovi
Porcellanaster ivanovi is een kamster uit de familie Porcellanasteridae.
De wetenschappelijke naam van de soort werd in 1969 gepubliceerd door Belyaev.